# 六甲三
HD 64486，又名BD+79 265，SAO 6392、HR 3082，是一颗鹿豹座的恒星，视星等为5.42，位于銀經134.47，銀緯29.96，其B1900.0坐标为赤經7h 49m 4.4s，赤緯+79° 29.96′ 11″。